# Derobrochus caenulentus
Derobrochus caenulentus là một loài Trichoptera hóa thạch trong họ Polycentropodidae.